# Érechthéides
Les Érechthéides sont une des tribus attiques 
appartenant au dème Érechtéis (grec ancien : Ἐρεχθηΐς). Le dème Érechtéis a été créé par les réformes de Clisthène,.

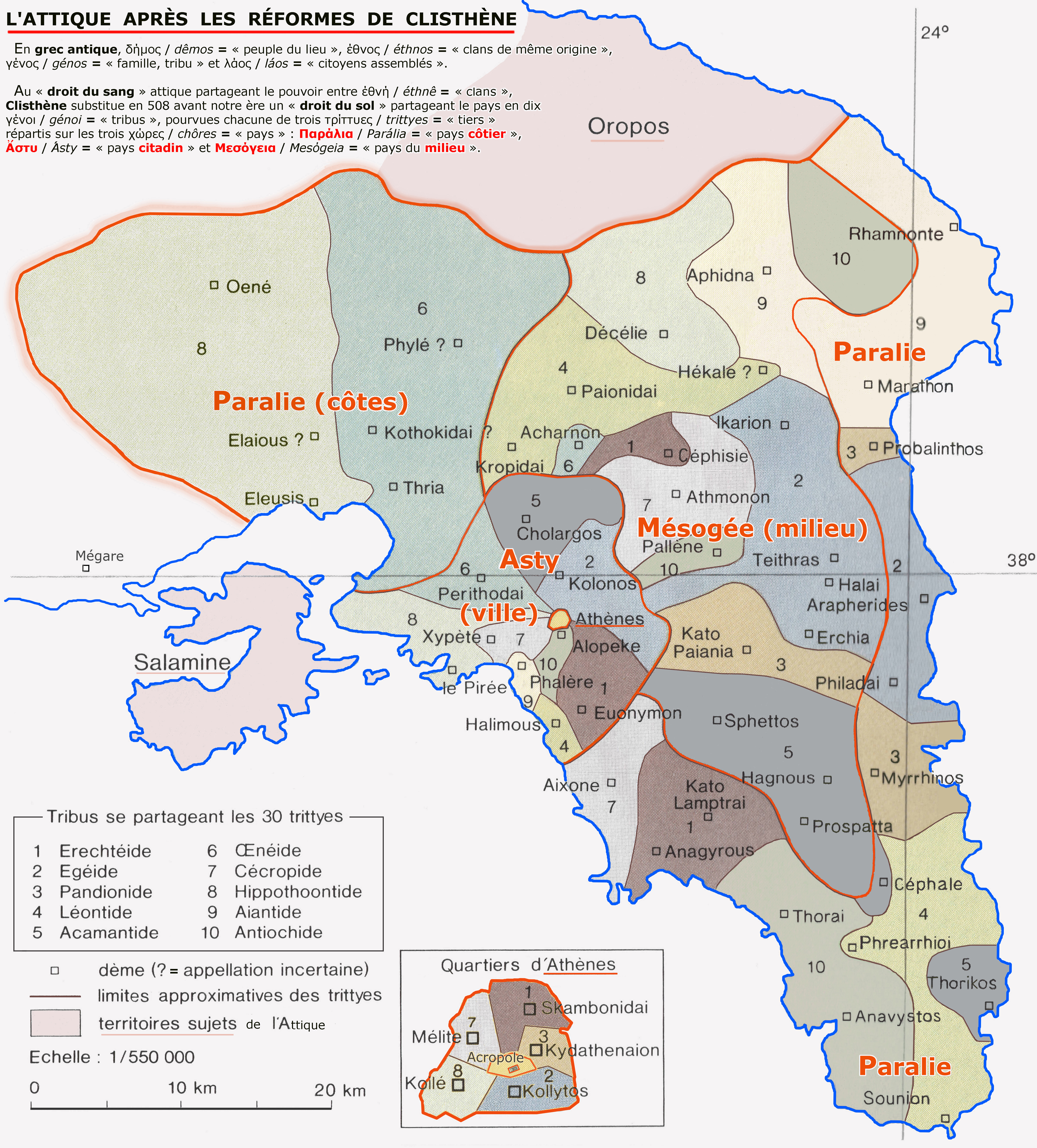
Organisation de l'Attique avec les dix "tribus", les trois "pays", les trente "trittyes" et les dèmes : les Érechtéides ont les "trittyes" brun foncé numérotées 1.

Leur nom provient du légendaire roi d'Athènes Érechthée,.

## Dèmes
Érechtéis (grec ancien : Ἐρεχθηΐς) était une phyle (tribu) de l'ancienne Attique avec quatorze dèmes,.
Les dèmes étaient Agryle (Supérieur et Inférieur), Themakos, Anagyrous, Kedoi, Lamptrai (Supérieur et Inférieur), Pambotadai, Kephisia, Pergase (Supérieur et inférieur), Phegous, et Sybridai.

## Affiliés tribaux
Critias est supposé, hypothétiquement, avoir appartenu à ce phyle, mais il est incertain quant à la véracité de cette affirmation.